# Misso
Misso – miejscowość (est. alevik) w gminie Misso, w prowincji Rõuge, w Võrumaa w południowo-wschodniej Estonii.
W latach 1991–2017 (do czasu reformy administracyjnej w Estonii) była głównym miastem gminy Misso. W miejscowości, nad jeziorem Hino jest cmentarz Siksälä, gdzie urządzano pochówki od epoki żelaza aż do XV wieku.
W okolicy znajdują się rezerwaty przyrody, 17 jezior (m.in. Pullijärv) i obszary chronione.
Przez miejscowość przebiega Droga 7.